# Edmund Kemper

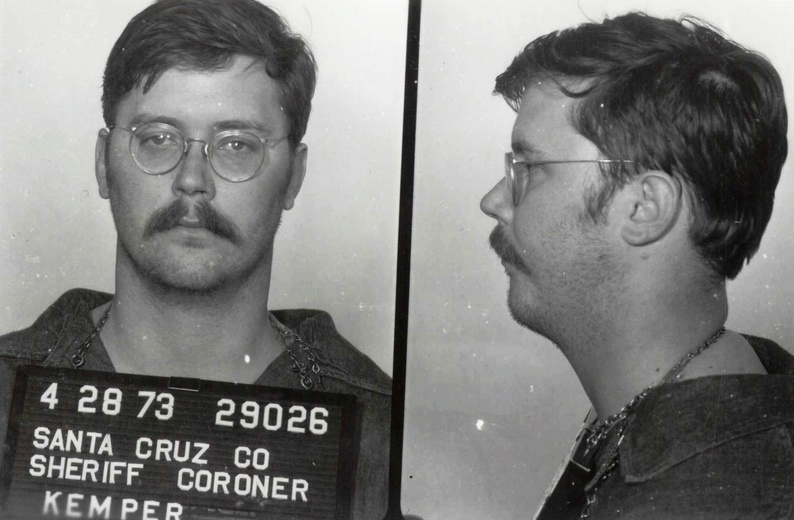
Ed Kemper im April 1973

Edmund Emil Kemper III. (kurz Ed Kemper) alias Co-Ed-Killer (* 18. Dezember 1948 in Burbank, Kalifornien) ist ein US-amerikanischer Serienmörder.

## Überblick
Der 2,06 Meter große und über 130 Kilogramm schwere Kemper wuchs mit zwei Schwestern in einer zerrütteten Familie auf, wurde dann zu den Großeltern gebracht, die er im Alter von 15 Jahren erschoss. Es folgte ein Aufenthalt in einer Besserungsanstalt. Ab 1972 tötete Kemper erneut. Seine Opfer waren meist Anhalterinnen, die er erdrosselte, sich post mortem an ihnen verging und sie anschließend zerstückelte. Nach mehreren derartigen Taten gipfelte Kempers Mordserie dann Karsamstag 1973 in der Tötung seiner Mutter Clarnell und deren Freundin Sally Hallett. Nach dieser Tat stellte sich Kemper der Polizei. Kemper wurde wegen achtfachen Mordes zu lebenslanger Haft verurteilt und befindet sich nun im Gefängnis von Vacaville.
Hier wurde Kemper zu einem der beliebtesten Forschungssubjekte der forensischen Psychiatrie und Kriminologie, das von sogenannten Profilern, wie Robert Ressler und John Douglas, immer wieder zur Analyse herangezogen wurde. Neben Verfügbarkeit, hinreichender Intelligenz und Gesprächsbereitschaft konnte für die Erforschung Kempers vor allem geltend gemacht werden, dass durch die frühe Tötung der Großeltern die Pathogenese besser dokumentiert vorlag, als dies sonst üblich ist.

## Kindheit (1948–1963)
Ed Kempers Mutter Clarnell und sein Vater Edmund (Ed) Jr. (oder: der Zweite) scheinen bis zu ihrer Trennung ständig gestritten zu haben. Den beginnenden exzessiven Alkoholkonsum der Mutter und die daraus resultierenden Alkoholprobleme lastete diese dem Sohn an, der zudem in seiner Erscheinung zusehends dem unliebsamen Gatten zu gleichen begann. Als zehnjähriger Junge wurde Kemper dann aus dem Wohnbereich ausquartiert und bekam ein Zimmer im Keller neben dem Heizungsraum zugewiesen. Als Begründung führte die Mutter an, Kempers Erscheinungsbild sei den Schwestern nicht länger zumutbar gewesen. Auch hätten sich die Schwestern von ihrem Bruder sexuell belästigt gefühlt.
Kemper selbst gab an, dass mit dem Umzug in den Keller seine Gewaltfantasien an Intensität und Komplexität zunahmen. So soll er Fantasien von sexuellen Experimenten an der Mutter und den zwei Schwestern mit tödlichem Ausgang gehabt haben. Mit Messer und Hammer bewaffnet die Mutter im Schlaf zu beobachten nährte diese Fantasien. Ein sich daneben stark ausprägendes Gerechtigkeitsbedürfnis kanalisierte sich dann in einer Vorliebe zur polizeilichen Obrigkeit.
Schon während seiner Grundschulzeit war Ed Kemper größer als seine Mitschüler, weswegen er häufig gehänselt bzw. ausgegrenzt wurde und auch fantasierte, diese umzubringen. Zugleich fürchtete er sich ständig davor, von den anderen Kindern trotz seiner Größe verprügelt zu werden. Obwohl er als Tagträumer galt und wegen der sozialen Ausgrenzung durch die Mitschüler sowie durch die Kaltherzigkeit seiner Mutter ungern zur Schule ging, bezeichnete er sich selbst als einen unauffälligen und wegen seiner guten schulischen Leistungen hochintelligenten Jungen.
Als 10-Jähriger begann Kemper zu zündeln und Tiere zu quälen, anfangs nur Insekten, tötete dann aber die Familienkatze, die er lebendig vergrub, um sie dann tot wieder ausgraben und enthaupten zu können. Den Kopf stellte Kemper in seinem Kinderzimmer zur Schau. Seine Mutter, zunächst ungewiss über das Verschwinden der Katze, ersetzte diese durch eine neue. Doch als Kemper mit 13 Jahren die zweite Katze mit seiner Machete zerstückelte, die Gebeine in seinem Schrank versteckte und seine Mutter diese später fand, somit auch das Verschwinden der ersten Katze ergründete, bezeichnete sie ihren Sohn darauf als einen Psychopathen.
Schon als 12-Jähriger ließ sich Kemper dann von seiner Schwester Susan in einem sogenannten Gaskammer-Spiel an einen Stuhl fesseln, um das Ersticken und Tod durch den elektrischen Stuhl zu mimen. Auch begann er nun, die Puppen seiner Schwestern zu köpfen.
Nach der Scheidung von Kempers Eltern sollte der Sohn beim Vater leben. Besonders in den Phasen der Anbahnung einer neuen Partnerschaft und der Trennung – Kempers Mutter heiratete noch zwei weitere Male und wurde wieder geschieden – befand sich Kemper nun bei den am Rande der Sierra Nevada auf einer Farm wohnenden Eltern seines Vaters. Kemper empfand seine Großmutter als schikanös, liebte aber das Schießen mit seinem Großvater.
Als die Großmutter Maude ihren Enkel nach dem exzessiven Töten von kleineren Waldtieren und Vögeln mit dem Entzug des Gewehres und Hausarrest bestrafte, trat Kemper an die über ihre Korrespondenz gebeugte Großmutter, schoss ihr von hinten in den Kopf und stach danach noch mehrfach mit einem Messer auf sie ein. Als Motiv gab er später an, er habe lediglich wissen wollen, wie es sei, seine Großmutter zu erschießen: „I just wondered how it would feel to shoot Grandma.“ Der heimkehrende Großvater wurde dann ebenfalls erschossen, um ihm den Anblick seiner toten Frau zu ersparen: Ed Kemper wurde später im Hof liegend gefunden. Anschließend rief Kemper seine sich gerade in den Flitterwochen befindende Mutter an und teilte ihr die Tat mit. Auf deren Rat rief er selbst die Polizei.
Edmund Kemper wurde nun in die Hochsicherheitsbesserungsanstalt Atascadero State Hospital  für geisteskranke Straftäter eingewiesen, wo man ihm eine passiv-aggressive Persönlichkeit diagnostizierte. Hier lernte er mit den Jahren 28 psychologische Tests samt richtiger Antworten auswendig. Auf Betreiben seiner Mutter wurde er 1969 vorzeitig entlassen und musste noch ein Jahr in einer Vollzugsanstalt für Jugendliche verbringen. 1970 gelangte er gegen den Widerstand der Staatsanwaltschaft auf freien Fuß. Die Mutter, die zwischenzeitlich eine Anstellung als Sekretärin an der neu gegründeten University of California in Santa Cruz gefunden hatte, drängte ihren Sohn, zu ihr zu ziehen. Doch trotz dieses Wunsches, obwohl Clarnell Kemper bei Vorgesetzten wie Studenten äußerst beliebt war und als warmherzige, stets hilfsbereite und für die Probleme anderer empfängliche Person galt, scheinen die Auseinandersetzungen mit dem Sohn ab der Entlassung in unverminderter Heftigkeit fortgeführt worden zu sein.
Kemper zog in eine eigene Wohnung und schaffte sich nach eigenen Angaben nun vermehrt pornographische wie kriminalistische Literatur an. Diverse Anstellungen und eine Bewerbung bei der Highway Patrol verliefen erfolglos – letztere wegen seiner Körpergröße. 1971 wurde Kemper dann beim State Highway Department angestellt. Der Besuch einschlägiger Gaststätten ermöglichte dem bei der Highway Patrol Verschmähten dennoch, einige Bekanntschaften zu Polizisten aufzubauen. Auch stattete Kemper seinen PKW wie ein ziviles Einsatzfahrzeug aus, installierte unter anderem ein Funkgerät, schaffte sich Handschellen an und besaß eine Ausbildungsmarke, die er von seinen neuen Freunden geschenkt bekommen hatte. Mit dem richtigen Arrangement dieser Accessoires zielte Kemper dann (ähnlich wie Ted Bundy) darauf, den Anschein amtlicher Autorität zu erwecken. Im Februar 1971 erlitt Kemper einen Motorradunfall und hatte nach einer außergerichtlichen Einigung, die ihm 15.000 US-Dollar einbrachte, vorerst keine finanziellen Sorgen mehr.

## Die Mordserie
Schon in der Psychiatrie erarbeitete Kemper Pläne für die Ermordung von Menschen und das Verstecken ihrer Leichen. So hatte er schon dort erwogen, Leichen zu zerstückeln, um die Identifikation zu erschweren und die einzelnen Körperteile in verschiedenen Bundesstaaten zu entsorgen. Nach einem Streit mit der Mutter, die den Psychiatrieaufenthalt des Sohnes als Grund ihrer schlechten Chancen bei der Wahl eines neuen Partners benannte, verließ Kemper Anfang 1972 deren Haus und tötete „die erste schöne Frau“, die ihm begegnete. Das Opfer konnte nicht identifiziert werden, da die Leiche nie entdeckt wurde.
Am 7. Mai 1972 ermordete Kemper dann die zwei Anhalterinnen Mary Ann Pesce und Anita Luchessa, die Studentinnen (Co-Eds) am Fresno State College waren und nach Palo Alto mitgenommen werden wollten. Nach eigenen Angaben wählte Kemper sie aus, weil er meinte, sie der Hippiebewegung zurechnen zu können und sich daher eine späte Vermisstenanzeige erhoffte. Er bedrohte beide mit einer Waffe, fesselte dann die eine, während er die andere in den Kofferraum sperrte. Nachdem er das eine Mädchen erwürgt und verstümmelt hatte, erstach er das andere Mädchen und brachte beide Leichen in das Haus seiner (abwesenden) Mutter. Hier sezierte er beide, entnahm ihre Organe und machte Fotos. Dann trennte er seiner in der Psychiatrie ausgearbeiteten Vorgehensweise entsprechend Kopf und Hände vom Körper, reinigte die Leichen mehrfach, missbrauchte die Torsi und verpackte schließlich die Einzelteile in Plastikbeutel, die er in seinen PKW zurückbrachte. Die Leichen wurden in den Bergen von Santa Cruz vergraben, die Köpfe warf Kemper in eine Schlucht.
Kempers Mutter setzte sich für die Tilgung des Vorstrafenregisters ihres Sohnes ein, die Staatsanwaltschaft weigerte sich jedoch, der Löschung zuzustimmen. Schließlich wurde vereinbart, die Akte über die Ermordung der Großeltern zu versiegeln, dies aber nur nach bestandenem psychologischem Test. Vier Tage vor dem anberaumten Test suchte sich Kemper erneut ein Opfer. Eine Anhalterin, die mit ihrem zwölfjährigen Sohn in sein Auto stieg, setzte er wieder ab, nachdem er im Rückspiegel erkannt hatte, dass der Begleiter der Frau sein Kennzeichen notiert hatte. Die Vorgehensweise Kempers bei der Mitnahme seiner Opfer war immer dadurch geprägt, sein Interesse nicht zu zeigen und seine Opfer nicht übereilt aufzufordern. Ein Abwägen, ein Schauen auf die Uhr, ein Berechnen des Umweges, ein scheinbares sich zur Mitnahme Durchringen, erzeugten eine Situation, die es den Opfern kaum noch ermöglichte, es sich anders zu überlegen.
Auf diese Weise entführte Kemper am 14. September 1972 die Highschool-Schülerin Aiko Koo, würgte sie auf der Höhe von Santa Cruz bis zur Bewusstlosigkeit, vergewaltigte und tötete sie. Die Leiche schändete er und fuhr danach zum Haus seiner Mutter. Deren Anwesenheit scheint bei ihm zum Arrangement gehört zu haben. In seinem Zimmer im Haus der Mutter missbrauchte er die Leiche ein weiteres Mal, zerstückelte und säuberte sie, lud sie in seinen PKW zurück und vergrub sie in zwei verschiedenen Bezirken. Den Kopf bewahrte er auf und brachte ihn zu dem anstehenden psychologischen Test mit, der Kemper als völlig gesund rehabilitierte. Einer der beiden Untersuchenden protokollierte, einen „intelligenten, unternehmenslustigen und durch keine Neurose geschädigten jungen Menschen“ vor sich gesehen zu haben. Nachdem das Vorstrafenregister gelöscht war, erwarb Kemper, der bislang geliehene Waffen verwendet hatte, umgehend eine eigene. Erste Leichen(teil)funde wurden derweil mit den zur selben Zeit aktiven Serienmördern John Frazier und Herbert Mullin in Verbindung gebracht.
Am 9. Januar 1973 fand Kemper ein weiteres Opfer. Er tötete die Schülerin Cindy Schall aus Santa Cruz mit einem Schuss aus der neu erworbenen Waffe und fuhr die Leiche nach dem bewährten Muster in das Haus der Mutter. Nach der Zerstückelung warf er Teile der Leiche ins Meer, den Kopf vergrub er unter dem Schlafzimmerfenster seiner Mutter so, dass dieser zum Fenster der Mutter aufblickte. Kemper gab später an, seine Mutter habe immer gewollt, dass Menschen zu ihr aufsähen. Bald vermutete die Polizei, dass es neben den beiden anderen (dann auch gefassten) Serienmördern einen weiteren „Co-Ed Killer“ geben müsse. Warnungen an Anhalterinnen scheinen Kemper jedoch eher zuträglich gewesen zu sein, da er – über die Mutter mit einem Universitätszugang (den ein PKW-Aufkleber dokumentierte) versehen – in dem zunehmend von Angst bestimmten Klima als „einer von uns“ gewirkt haben dürfte.
So fand Kemper nach einer erneuten Auseinandersetzung mit der Mutter auf dem Campus der Universität mit Rosalind Thorpe und Alice Liu zwei weitere Opfer. Kemper, der zu den methodisch vorgehenden Tätern zu rechnen ist, durchbrach auch jetzt nicht sein Muster, erschwerte sich aber die Durchführung, indem er beide Studentinnen anschoss und die noch lebenden Opfer vom Campus fuhr. Den Wachposten am Zugang zum Campus erklärte er, er bringe zwei alkoholisierte Bekannte nach Hause, und konnte unbehelligt passieren. Die zerstückelten Leichen wurden später auf die übliche Weise vergraben. Das Verspeisen einzelner kleinerer Fleischabschnitte kam neu hinzu.
Als er im April 1973 eine weitere Waffe erwarb, wurde der Sheriff auf Kemper aufmerksam, da er sich bei Gelegenheit des wie üblich vom Händler zugestellten Kaufbelegs an die Vorstrafen erinnerte. Er beschloss, die Waffe zu beschlagnahmen. Zu dieser Zeit wies Kempers PKW bereits ein Einschussloch und mehrere Blutflecken, vor allem im Bereich des Kofferraumes, auf. Dennoch gelang es ihm, die Pistole vor den Augen des Sheriffs aus dem Kofferraum zu nehmen und diesem auszuhändigen, ohne dass dieser Verdacht schöpfte. Schon zuvor war Kemper mit zwei Leichen im Kofferraum in eine Polizeikontrolle geraten, ohne dass die Polizisten Verdacht geschöpft hatten. Der Beamte, der später aussagte, hatte Kemper als „freundlich“ in Erinnerung behalten. Kemper erwiderte, er wäre jede Sekunde bereit gewesen, ihn zu töten.

## Letzte Morde und Verhaftung
Die Angst, die Kemper durchzustehen hatte, als der Sheriff seine Waffe verlangte, veranlasste ihn nach eigener Aussage, die Ermordung der Mutter nun vordringlich zu planen. Am Karfreitag 1973 suchte Kemper seine Mutter auf, unterhielt sich ein wenig mit ihr, wartete, bis sie zu Bett gegangen war, und schlich um fünf Uhr morgens mit einem Taschenmesser und einem Hammer in ihr Schlafzimmer, um die schon als Kind erlebte Fantasie zu verwirklichen: Er erschlug die Mutter mit dem Hammer und öffnete mit einem Messer ihren Hals. Als er ihr die Kehle durchschnitten hatte, trennte er den Kopf ab und entfernte den Kehlkopf. Sein Versuch, diesen durch die Spüle in die Kanalisation zu leiten, misslang jedoch. Später gab er zu dieser Vorgehensweise an:

“That seemed appropriate as much as she’d bitched and screamed and yelled at me over so many years.”

„Dies erschien mir angemessen, nachdem sie mich so viele Jahre angemeckert, angeschrien und angebrüllt hatte.“

Es folgte nach Kempers Angaben eine „Erniedrigung“ der Mutter. Ob hiermit eine „Vergewaltigung“ gemeint sei, ließ er in der Verhandlung aber offen. Nach dem Mord traf er sich mit Freunden in dem Wirtshaus, in dem auch seine Bekannten von der Highway Patrol tranken. Am nächsten Tag bat er dann die beste Freundin seiner Mutter, Sally Hallett, ihm bei den Vorbereitungen zu einem Überraschungsbesuch mehrerer anderer Freundinnen der Mutter zu helfen.
Kemper brach Sally Hallett das Genick, kaum dass sie die Hausschwelle überschritten hatte. Sie galt ihm als die Frau, mit der die Mutter immer wieder einvernehmlich erniedrigend über den Sohn geredet hatte. Am Ostersonntag begab er sich mit seiner Pistole und den Kreditkarten der Opfer auf eine ziellose Fahrt. Die Bewaffnung deutete darauf hin, dass er vor Antritt der Fahrt nicht den Plan gefasst hatte, sich zu stellen. Um drei Uhr morgens ging jedoch Kempers Anruf bei der Santa Cruz Police Division ein. Kemper gab an, er rufe aus einer Telefonzelle in Pueblo an, gab sich als Täter mehrerer Morde zu erkennen und bat um seine Verhaftung. Die Polizisten, darunter viele Bekannte aus dem besagten Wirtshaus, glaubten zunächst an einen Scherz, so dass Kemper nicht veröffentlichte Einzelheiten über die Taten nennen musste, um ernst genommen zu werden. Er wartete in der Telefonzelle auf die Polizisten und ließ sich verhaften.
Die Aufklärung der Morde gelang rasch – vor allem durch die Mithilfe Kempers, dem anscheinend die Rolle des Tat-„Experten“ gefiel. Vor Prozessbeginn misslangen ihm zwei Selbstmordversuche. Auf die Frage nach einer angemessenen Strafe für seine Vergehen gab er während der Verhandlung „Death by torture“ („Tod durch Folter“) an. Kemper wurde wegen achtfachen Mordes verurteilt und verbüßt in der California State Medical Facility von Vacaville eine lebenslange Haftstrafe.
Im Gefängnis entwickelte er sich über die Zeit zu einem mit vielen Privilegien bedachten Musterhäftling. Er gab den FBI-Agenten Robert Ressler und John Douglas unter anderem mehrere aufschlussreiche Interviews, bei denen er einen aufgeschlossenen Eindruck machte. Er berichtete nach deren Angaben sehr nüchtern über seine Taten, hatte keine Legitimationsbedürfnisse. Die Untersuchungen bescheinigten ihm einen IQ von 145. Seine Weiterbildung im Gefängnis hatte ihn zu einem Laien-Psychiater werden lassen, dem diagnostische Fachtermini zur Alltagssprache geworden waren.

## Trivia
Kempers Beziehung zu den FBI-Agenten Ressler und Douglas wird in der Netflix-Serie Mindhunter dargestellt. Ressler und Douglas dienten als Vorlagen für die fiktiven Agenten Bill Tench und Holden Ford. Kemper wird von Cameron Britton dargestellt.